# Punkt (Journalistenpreis)
Der PUNKT ist ein deutscher Journalistenpreis, mit dem besondere Leistungen im Bereich Technikjournalismus prämiert werden. Seit 2005 wird der Preis jährlich von acatech – Deutsche Akademie der Technikwissenschaften verliehen. Die Akademie verfolgt mit der Auslobung des Preises das Ziel, den gesellschaftlichen Diskurs über Innovationen und deren Anwendungsmöglichkeiten zu unterstützen. Mit dem PUNKT werden Text-, Foto- und Multimedia-Beiträge ausgezeichnet, „die technische Themen sprichwörtlich auf den Punkt bringen“ (laut Selbstdarstellung). Die Auszeichnung wird in drei Kategorien vergeben:
- Kategorie Text (seit 2020: Sparten Tagesaktuell und Hintergrund, vorher: Sparten Tageszeitung und Magazin/Zeitschrift/Wochenzeitung)
- Kategorie Foto
- Kategorie Digital (2012 wurde erstmals ein Multimedia-Preis für „Formate, die die erweiterten Möglichkeiten des Internets wegweisend nutzen“, verliehen.[1] 2023 wurde die Kategorie zu "Digital" umbenannt und soll den Fokus auf digitale Formate deutlicher machen.[2])

Seit 2011 wird zusätzlich ein Fotostipendium verliehen, das die beste Idee einer Fotoreportage mit Technikbezug auszeichnet.
Die Kategorien werden jährlich alternierend ausgeschrieben: 2022 wurden Beiträge in der Kategorie Text ausgezeichnet, 2023 die Kategorien Digital und Foto sowie das Fotostipendium prämiert.
Die einzelnen Preissparten und das Fotostipendium sind jeweils mit 5.000 Euro dotiert. Im Jahr 2009 vergab die Jury erstmals auch einen Sonderpreis jenseits der vorgesehenen Wettbewerbskategorien für die Etablierung einer Technikkolumne in einer Regionalzeitung. Die Preisverleihung fand bis 2019 jährlich im Rahmen der Festveranstaltung der Akademie statt. Eine Ausnahme bilden die Jahre 2020 und 2021, in denen aufgrund der Corona-Pandemie die Preisträger bei einer virtuellen Veranstaltung geehrt wurden. In den Jahren 2022 und 2023 wurden die Preisträgerinnen und Preisträger bei der Abendveranstaltung der Messe WISSENSWERTE geehrt. 
2024 setzt der PUNKT für eine Phase der Neuorientierung aus.

## Jury
In der unabhängigen Jury sind Persönlichkeiten aus Medien und Wissenschaft vertreten; acatech Präsident Jan Wörner steht der Jury beratend, aber ohne eigene Stimme bei der Bewertung der eingereichten Arbeiten, zur Seite. Ins Leben gerufen wurde der Journalistenpreis im Jahr 2005 von Joachim Milberg, dem Gründungspräsidenten der Akademie.
- Die Text-Jury setzt sich wie folgt zusammen: Volker Markus Banholzer (Technische Hochschule Nürnberg), Varinia Bernau (Wirtschaftswoche), Norbert Lossau (Die Welt), Helmut Markwort (Focus), Joachim Müller-Jung (Frankfurter Allgemeine Zeitung), Marlene Weiß (Süddeutsche Zeitung).[6]
- Die Mitglieder der Kategorie Foto sind Jörg Buschmann (Süddeutsche Zeitung), Michael Danner (University of Europe for Applied Sciences, Berlin), Ellen Dietrich-Gleich (Freie Redakteurin und Dozentin für Fotojournalismus), Betty Fink (Kuratorin, Coaching und Beratung für Fotografinnen und Fotografen), Tobias Lehmann (freier Bildredakteur) und Carla Rosorius (GEO).[7]
- Die Digital-Jury besteht aus Nicola Balkenhol (Deutschlandradio), Werner Barg (Filmuniversität Babelsberg KONRAD WOLF), Jens Radü (Der Spiegel), Margit Rosen (Zentrum für Kunst und Medien), Andreas Schümchen (Hochschule Bonn-Rhein-Sieg), Sandra Valentin (init AG), Markus Weißkopf (Table Media GmbH) und Kathrin Zinkant (Apotheken Umschau).[8]

## Preisträger
2005
- Magazin: Hilmar Schmundt, „Lebenslang Telefon für 999 Dollar“ (Der Spiegel)

2006
- Wochenzeitung: Dirk Asendorpf, „Alles auf eine Karte“ (Die Zeit)
- Magazin: Christopher Schrader, „Zündende Ideen“ (SZ Wissen)
- Einzelfoto: Markus Steur, „Mikrostruktur-Areale des Visionären“
- Fotoserie: Thomas Ernsting, „Portrait von EADS Space Transportation“

2007
- Tageszeitung: John A. Kantara, „Skandinavische Verhältnisse“ (Frankfurter Allgemeine Sonntagszeitung)
- Wochenzeitung: Max Rauner, „Die Merkels von nebenan“ (Zeit Wissen)
- Einzelfoto: Thomas Ernsting, „Ingenieurskunst“
- Fotoserie: Ralf Meyer, „Man höre und staune“

2008
- Tageszeitung: Georg Küffner, „Mit der Kraft des frei bewegten Wassers“ (Frankfurter Allgemeine Zeitung)
- Magazin: Tanja Krämer, „Kommt die gesteuerte Persönlichkeit“ (Spektrum der Wissenschaft)
- Einzelfoto: Norbert Michalke, „Kugelblitz“
- Fotoserie: Walter Fogel, „Aqua_ray“

2009
- Tageszeitung: Alexander Stirn, „750 Passagiere im Rochenflügel“ (Süddeutsche Zeitung)
- Magazin: Gregor Honsel, „Das Stromnetz kommt ins Rollen“ (Technology Review)
- Sonderpreis für Wissenschaftskolumne:	Ina Matthes „Nachgeforscht“ (Märkische Oderzeitung)
- Einzelfoto: Sven Döring, „Apfelbaum in Blüte“
- Fotoserie: Bernd Müller, „Sonderforschungsbereich 484 am Institut für Physik der Universität Augsburg“

2010
- Tageszeitung: Hannah Schneider, „Ab an die Steckdose“ (Kölner Stadtanzeiger)
- Magazin: Gerald Traufetter, „Captain Computer“ (Der Spiegel)
- Einzelfoto: Bernd Müller, „Implantat zur Früherkennung von Epilepsie“

2011
- Magazin: Susanne Donner, „Steine fressen“ (WirtschaftsWoche)
- Einzelfoto: Stefan Thomas Kröger, „3D-Raum“
- Fotoserie: Rafael Krötz, „Zettels Traum“
- Fotostipendium: Thomas Imkamp, Konzept „Das klassische Landschaftsbild im Zeitalter der Technik erneuerbarer Energien“

2012
- Tageszeitung: Georg Küffner, „Unkonventionell ist nur die Technik“ (Frankfurter Allgemeine Zeitung) und Alexander Stirn, „Klempner am Meeresgrund“ (Süddeutsche Zeitung)
- Magazin: Thomas Kuhn, „Druck dir deine Welt“ (WirtschaftsWoche)
- Foto: Andreas Meichsner, Fotoserie „Auf Herz und Nieren“
- Fotostipendium: Valeria Brekenkamp, Konzept „Die Welt der Ingenieurin“
- Multimedia: Martin Randelhoff, Online-Magazin „Zukunft Mobilität“

2013
- Foto: Sven Döring, „Essen Tag und Nacht“
- Fotostipendium: Uwe H. Martin, Konzept „Landrausch“
- Multimedia: Redaktion von Süddeutsche.de, Interaktive Infografik „Dritte Start- und Landebahn“

2014
- Tageszeitung: Tim Schröder, „Renaissance für einen alten Werkstoff“ (Neue Zürcher Zeitung)
- Magazin: Christoph Kucklick, „Der vermessene Mensch“ (GEO)

2015
- Foto: Karoline Tiesler: „Schnarcher“
- Fotostipendium: Konrad Lippert, Konzept: „Brot, Wohlstand und Schönheit“
- Multimedia: Thomas Reintjes und ein Team des Deutschlandfunks, Multimedia-Reportage „1 oder 0, Leben oder Tod“

2016
- Tageszeitung: Michael Spehr und Lukas Weber „Die smarte Kapitulation“ (Frankfurter Allgemeine Zeitung)
- Magazin: Reto U. Schneider, „Das Duell“ (NZZ Folio)

2017
- Foto: Sven Döring, „Grundlagenforschung“
- Fotostipendium: David Carreño Hansen, Konzept: „Technischer Fortschritt bei Alltagstechnologien“
- Multimedia: Jannis Brühl, Katharina Brunner, Sabrina Ebitsch und ein Team der Süddeutschen Zeitung, Online-Dossier Facebook-Faktor“

2018
- Tageszeitung: Helga Rietz-Pankoke, „Die Vermessung der Nachtunruhe“ (Neue Zürcher Zeitung)
- Magazin: Wolfgang Richter, „Dieser Apparat könnte bald ihr Bankkonto knacken“ (GEO)[9]

2019
- Foto: Volker Crone, „Vom Ende der Dunkelheit“
- Fotostipendium: Hannes Jung, Konzept: „Wie verändert sich die Liebe durch die virtuelle Welt?“
- Multimedia: Eva Limmer, Kevin Ebert, Maximilian Osenstätter, Tobias Schießl und ein Team der Redaktionen „PULS-Reportage“ und „Die News-WG“ vom Bayerischen Rundfunk, Reportage auf YouTube und Instagram.[10]

2020
- Tagesaktuell: Stephan Schön, Jana Mundus und Ines Mallek-Klein, „Genial Sächsisch“ (Sächsische Zeitung)
- Hintergrund: Klaus Bachmann, „Rost - Alarmstufe Rot“ (GEO)[11]

2021
- Foto: Elias Holzknecht, „Schnee von Morgen“
- Fotostipendium: Maximilian Glas, Konzept: „Creatorem Terrae Et Caeli“. Finaler Projektname: Weather Constructions
- Multimedia: Paul Blickle, Fabian Dinklage, Annick Ehmann, Elena Erdmann, Moritz Klack, Maria Mast, Julian Stahnke, Julius Tröger und Claudia Vallentin (Zeit Online), „So schnell verbreitet sich das Coronavirus in Innenräumen“[12]

2022
- Tagesaktuell: Matthias Thome, Bertram Weiß, „Humanoide Roboter: Elon Musks 'Tesla Bot' – ein großes Versprechen mit sehr vielen Fragezeichen“ (GEOplus)[13]
- Hintergrund: Joshua Kocher, „Die Erde mit Erde retten“ (Süddeutsche Zeitung Magazin)[14]

2023
- Foto: Jan Richard Heinicke, "The Past is the Key to the Future"
- Fotostipendium: Paulina Hildesheim, Konzept: "Singapur – City of Possibilities"
- Digital: Sebastian Bayerl, Rebecca Ciesielski, Steffen Kühne, Robert Schöffel, Helga van Ooijen und Maximilian Zierer (Bayerischer Rundfunk), „So bringen Biometrie-Geräte Afghanen in Gefahr“[16][17]

2024
Keine Ausschreibung 